# Lophodermium canberrianum
Lophodermium canberrianum är en svampart som beskrevs av W. Stahl ex Minter & Millar 1978. Lophodermium canberrianum ingår i släktet Lophodermium och familjen Rhytismataceae.   Inga underarter finns listade i Catalogue of Life.